# Schloss Reckenberg

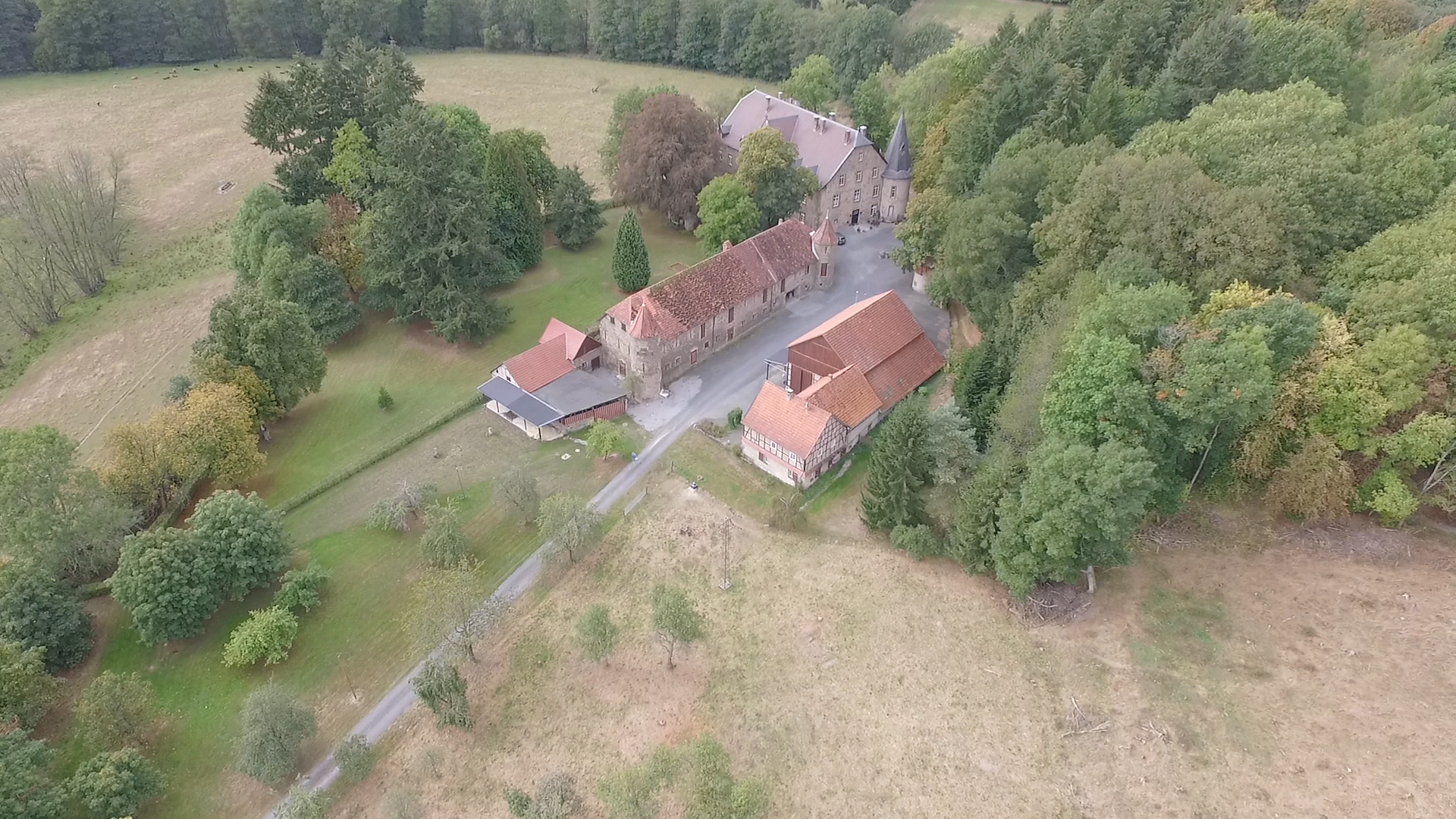
Ansicht Schloss Reckenberg

Das Schloss Reckenberg ist ein schlossartiges Herrenhaus, erbaut auf den Resten einer früheren Wasserburg, im windungs- und felsenreichen Durchbruchstal Örksche Schweiz des Eder-Zuflusses Orke in der heutigen Gemeinde Lichtenfels, Landkreis Waldeck-Frankenberg, Nordhessen (Deutschland).
Das Schloss ist mitsamt den dazugehörigen Wirtschaftsgebäuden Teil eines in Privateigentum befindlichen Gutsbetriebs und für Besucher nicht zugänglich.

## Geographische Lage
Das Schloss Reckenberg liegt am Kellerwaldsteig rund 1,5 km (Luftlinie) südlich des Lichtenfelser Gemeindeteils Fürstenberg im wald- und windungsreichen Tal des westlichen Eder-Zuflusses Orke unterhalb des Gemeindeteils Dalwigksthal. Es befindet sich rund 300 m westlich der auf 275 m ü. NN gelegenen Einmündung des von Norden kommenden Heimbachs in die Orke und wurde am Zugang der damals wichtigen Edertalstraße ins obere Orketal errichtet.

## Geschichte
Seit dem frühen Mittelalter stand das Gebiet der späteren Grafschaft Waldeck unter dem Einfluss der Reichsabtei Corvey, die durch Schenkungen und Erwerbungen zu umfangreichem Grundbesitz in der Gegend kam. Diesen Besitz suchte sie durch Burgenbau (Lichtenfels, Reckenberg), Gründung von Orten (z. B., Fürstenberg, Sachsenberg) und Klosterstiftung (Schaaken) zu sichern und auszubauen, insbesondere gegenüber den Grafen von Waldeck. Letztendlich unterlag sie jedoch in der Auseinandersetzung mit den Waldeckern, und von ihrem ehemals beträchtlichen Lehensbesitz blieb schließlich zu Beginn des 19. Jahrhunderts nur noch Reckenberg übrig.
Die erste urkundliche Erwähnung der von der Abtei Corvey erbauten Wasserburg Reckenberg erfolgte 1350, und 1369 wurde sie Dietrich von Eppe zu Lehen gegeben, dessen Familie seit 1214 in Eppe (an der Straße Korbach−Medebach) bekundet ist. Er und seine Nachkommen, die Reckenberg bis zum Aussterben der Familie im Jahre 1785 als Lehen hielten, bauten die Anlage mehrfach aus.
1671 ließ Generalmajor Philipp Elmerhaus von Eppe die alte Wasserburg bis auf die beiden Rundtürme abreißen und unter Verwendung der Kellergewölbe und der beiden Türme das heutige Schloss und die Meiereigebäude bauen. Der letzte männliche Spross des Hauses, Florenz Anthon von Eppe, starb 1785 ohne Erben, und Reckenberg wurde als Lehen an Franz Dietrich von Ditfurth vergeben.
Die Turbulenzen der folgenden Jahrzehnte hatten erhebliche Auswirkungen auf Corvey und damit auch auf Reckenberg. Zunächst wurde Corvey, das 1779 exemte Territorialabtei geworden war, im Jahre 1792 in ein Fürstbistum umgewandelt. Bereits elf Jahre später, 1803, wurde dieses im Zuge der Säkularisation aufgehoben. Das geistliche Bistum Corvey blieb bis 1825 bestehen, aber der Corveyer Territorialbesitz fiel an die Grafen von Nassau-Dietz, 1807 an das napoleonische Königreich Westphalen und 1815 an Preußen.
Für Reckenberg bedeutete das Ende des Fürstbistums Corvey, dass das Lehen im Jahre 1811 in Allodbesitz, also frei verfügbares und vererbbares Eigentum, des bisherigen Lehenshalters Franz Dietrich von Ditfurth umgewandelt wurde. Sein Neffe, der das Gut 1813 erbte, verkaufte es 1815 an seinen Gutsverwalter, Johann Georg Wagener. Später erbte es dessen Sohn Georg Wagener. Danach wechselte der Besitzer wiederholt durch Verkauf. 1861 kaufte Freiherr Ludwig von Elverfeld zu Canstein Schloss und Gut Reckenberg, um es dann 1873 an Friedrich von Forcade de Biaix zu veräußern. Das Gut hatte nach 1920 einen Umfang von 145 ha. Nach dem Tode des letzten Forcade 1935, dem Sohn Major Fritz Quirin von Forcade de Biaix, kaufte es der Essener Bergassessor Kratz. 1953 wurde es von Josef und Elvire Karlheim aus Duisburg erworben, von denen es 2003 durch Erbschaft an ihren Neffen Christian Heesen kam, der das Gut als Biobetrieb mit der Haltung schottischer Hochlandrinder betrieb. Im Jahr 2016 erwarb der Unternehmer Dirk Meier Westhoff aus Rheda-Wiedenbrück das Gut Reckenberg samt allen dazugehörigen land- und forstwirtschaftlichen Flächen.

## Anlage
Die heutige Anlage besteht aus dem Herrenhaus mit zwei runden Ecktürmen an der westlichen Fassade, die beide Teil der ehemaligen Wasserburg waren, sowie den dahinter liegenden Wirtschaftsgebäuden, einschließlich Scheune und Verwalterhaus.
Das Herrenhaus ist ein langgestreckter Bruchsteinbau aus Grauwacken, mit Zwerchgiebeln an der Westfassade und zweiarmiger Freitreppe. Der linke, nördliche, Eckturm reicht bis zur Dachtraufe und hat darüber ein hohes pfannengedecktes achteckiges Spitzdach. In seinem Erdgeschoss war einst die Burgkapelle. Der andere Turm ist schlanker und ein Geschoss höher und trägt einen Zinnenkranz. Beide Türme haben schmale, nachträglich eingebrochene Fenster in den Turmwänden.
Der langgestreckte, rechtwinklig zum Herrenhaus angelegte und auch aus Grauwacke erbaute Wirtschaftsbau ist an der Nordseite ebenfalls von runden, dreigeschossigen Ecktürmen flankiert, die wohl aus dem 17. Jahrhundert stammen. Der dritte Turm zeigt noch den Ansatz einer Wendeltreppe. Das Haus des Verwalters ist aus Fachwerk und lehnt sich an die Umfassungsmauer an. Außerdem sind ein gemauerter Brunnen mit hölzernem Satteldach und, im Park vor dem Herrenhaus, ein runder Brunnenturm aus Bruchstein erhalten.

## Sonstiges
Das Gut liegt am Rande der zweiten Etappe Oberorke-Herzhausen des Kellerwaldsteiges.